# Alparét
Alparét (románul Bobâlna, korábban Olpret, németül Krautfeld) falu Romániában Kolozs megyében, az azonos nevű község központja.

## Fekvése
Déstől 20 km-re nyugatra fekszik.

## Története
Alparét és környéke már a bronzkorban is lakott hely volt. A község határában bronzkori és La Tène kultúrához tartozó leleteket tártak fel.
Alparét a környék legjelentősebb települése volt. A falut a Deberkepataka osztja ketté.
Nevét 1360-ban említik először Olpreth néven. 1455-ben Alpret néven szerepel.
A falutól délre emelkedő Bábolna-hegyen győzte le 1437 júliusában Budai Nagy Antal parasztserege a Csáky László erdélyi vajda és Lépes György püspök vezette nemesi sereget. 1360-ban első ismert birtokosául a nádor fiát Jánost említette egy oklevél. 1370. június 23-án Nagy Lajos király itt időzött kíséretével és itt állított ki oklevelet is. 1392-ben Alparét birtokosa a néhai nádorispán fia János és ennek fia Simon volt egy oklevél szerint, 1379-ben pedig Dezső fia Miklóst említették. 
1406-ban az alparéti uradalom királyi birtok volt, melyet Zsigmond király egyik legkedvesebb hívének Maróti János macsói bánnak adományozott. 1437-ben birtokosa Maróthy János bán fia László volt, de a Maróthyaké volt még 1455-ben is: ekkor Maróthy László fiai Lajos és Mátyus voltak. 1465-ben Maróthy Lajos Alparét nevű birtokára Újlaki Miklóssal kölcsönös örökösödési szerződésre lépett, mely szerződés szerint az egyik fél birtokai annak örökös nélküli halála esetén a másik félre száll. 1480-ban Alparét tartozékaival együtt Nádasdi Ongor (Hungor) János birtoka volt, kinek egyik megbízottja Vojvoda Jankó volt.
1507-ben Alparétet városnak írták. 1517-ben Barlabássy Mihály birtoka volt, kitől 1530-ban hűtlensége miatt János király elvette azt és Losonczi Bánffy Lászlónak és Miklósnak adományozta, de 1551-től újból Barlabássy Mihályt írták birtokosának. 1576-ig Radák Lászlóé, majd 1577-ben Kendy Ferenc kapta Báthory Kristóftól, de 1594-ben de hűtlenség miatt elvesztette azt és a Kereszturyaknak adták. Keresztúry Kristóf birtoka volt még 1599-ben is. 1609-ben Kornis Boldizsár birtokának írták, 1694-ben pedig Haller Jánosé és Kornis Ferenc árváié. 1696-ban Alparétet hódoltsági falunak írták. 1702-ben Haller István és Szilágyi István birtoka volt. A fő útvonalba eső Alparét helység II. Rákóczi Ferenc idejében sokat szenvedett az ellenségtől. 1704-ben, október 1-jén az alparéti malomnál a kurucok és a németek között nagy ütközet zajlott le.
Az addig főként magyarok által lakott falu kipusztult lakosai helyére Kővár vidékéről származó román lakosság telepedett le. 1910-ben a falunak 1278, többségben román lakosa volt, jelentős magyar kisebbséggel. 1992-ben társközségeivel együtt 2051 lakosából 1982 román, 45 cigány és 24 magyar volt.
A trianoni békeszerződésig Szolnok-Doboka vármegye Csákigorbó járásához tartozott.

## Nevezetességek
- 1370. június 23-án Nagy Lajos király itt tartózkodott a településen és itt adott ki oklevelet is.
- 1437 júliusában Budai Nagy Antal parasztserege itt, a falutól délre emelkedő Bábolna hegyen győzte le a Csáky László és Lépes György püspök vezette nemesi sereget.
- Görögkatolikus fatemploma.

Anyakönyvet 1827-től vezetnek.

## Híres emberek
- Itt született 1872-ben Alexandru Vaida-Voevod román politikus, az erdélyi Román Nemzeti Párt elnöke, később Románia miniszterelnöke 1919–1920 között.